# West Torrens

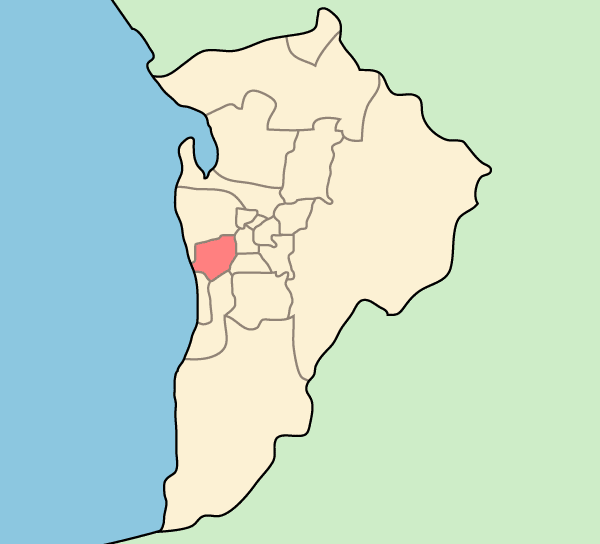
West Torrens

City of West Torrens este o regiune administrativă locală în Australia de Sud. West Torren aparține metropolei Adelaide, capitala Australiei de Sud.